# Lituitida
Lituitida — вимерлий ряд головоногих молюсків підкласу Orthoceratoidea. Часто таксон як підряд Lituitina включають у ряд Orthocerida. Характеризуються гладкою раковиною. Ювеніальна частина раковини спірально закручена. З ростом молюска раковина починала рости прямо, злегка розширюючись. Тому частина раковини пізнішого віку має злегка конічну форму. Вважається, що у життєвому циклі вони спершу мали планктонну ювеніальну стадію, а згодом дорослі особини вели придонний спосіб життя.
Lituitida виникли у ранньому ордовику (наприклад, Ancistroceras), досягли значного розквіту до кінця ордовика, а в силурі та девоні вже були нечисленними.

## Родини
- Lamellorthoceratidae
- Lituitidae
- Sinoceratidae
- Sphooceratidae